# لويس ارتشر بوسويل
لويس ارتشر بوسويل (بالإنجليزية: Lewis Archer Boswell)‏ هو طبيب عسكري أمريكي، ولد في 9 مايو 1834، وتوفي في 26 نوفمبر 1909.